# Sainte-Marie (Gers)
Sainte-Marie – miejscowość i gmina we Francji, w regionie Oksytania, w departamencie Gers.
Według danych na rok 1990 gminę zamieszkiwało 208 osób, a gęstość zaludnienia wynosiła 9 osób/km² (wśród 3020 gmin regionu Midi-Pireneje Sainte-Marie plasuje się na 855. miejscu pod względem liczby ludności, natomiast pod względem powierzchni na miejscu 464.).